# Dystrykt Charsadda
Dystrykt Charsadda – dystrykt w północnym Pakistanie w prowincji Chajber Pasztunchwa. W 1998 roku liczył 1 022 364 mieszkańców (z czego 51,91% stanowili mężczyźni) i obejmował 128 158 gospodarstw domowych. Siedzibą administracyjną dystryktu jest Charsadda.